# Jozef Deleu
Pour les articles homonymes, voir Deleu.
Jozef Hugo Maria Deleu est un écrivain et poète belge d'expression  néerlandaise né à Roulers le 20 avril 1937.

## Biographie
Jozef Deleu est le plus jeune fils d'une famille d'agriculteurs dont le père était un Français naturalisé. Après des études à l'école normale, il a été enseignant de 1956 à 1970.
Deleu a débuté en 1962 comme prosateur avec la nouvelle De ontmoeting et en 1963 comme poète avec le recueil Schaduwlopen. Tant dans sa poésie que dans sa prose, il voit l'homme continuellement coincé entre le présent, le passé et l'avenir. La conscience de l'évanescence de toute vie a donné à son œuvre un caractère fortement mélancolique. Dès son premier texte, il a fait preuve d'une grande sensibilité pour la formulation et le style.
Outre la poésie et la prose lyrique, Deleu a également  tenu un certain nombre de discours remarqué sur la politique culturelle : De pleinvrees der kanunniken est l'un des plus célèbres et le titre du discours a été une référence en Flandre.
Deleu a également réalisé plusieurs anthologies : la principale  est intitulée Groot Verzenboek, vijfhonderd gedichten over leven, liefde en dood et a connu une grande diffusion.
Après sa retraite en 2003, Deleu a fondé Het liegend konijn, une revue consacrée à la poésie néerlandaise contemporaine et dont il est l'unique rédacteur.
L'œuvre de Deleu a été traduite entre autres en français, en allemand, en anglais, en hongrois, en bulgare et en serbo-croate.

## FondationOns Erfdeel
À la suggestion de l'écrivain André Demedts, Jozef Deleu a fondé en 1957 la revue Ons Erfdeel (« Notre Héritage » ou « Notre Patrimoine ») dont il a été le rédacteur en chef jusqu'en 2002. En 1970, il a quitté l'enseignement et a placé la revue sous la responsabilité de la Stichting Ons Erfdeel, fondation néerlando-flamande indépendante dont il était directeur adjoint.
En 1972, il a lancé la revue Septentrion – Arts, culture et lettres de Flandre et des Pays-Bas dont le but est de faire mieux connaître la culture néerlandaise aux francophones.
Il a créé en 1976 les annales bilingues De Franse Nederlanden / Les Pays-Bas français, consacrées aux échanges entre le nord de la France et la région de langue néerlandaise. En 1993, les annales The Low Countries voient le jour : celles-ci ont vocation à mieux informer le monde anglophone sur la culture des Pays-Bas et de la Flandre.
Sous sa direction, la Fondation Ons Erfdeel est devenue une institution culturelle néerlando-flamande qui, outre la publication des périodiques déjà cités, édite aussi des livres d'information dans diverses langues sur la langue, la littérature et la culture néerlandaises.
Jozef Deleu a fait construire en 1972 le Dialoogcentrum Stichting Ons Erfdeel à la frontière franco-belge, dans la localité de Rekkem, une section de la ville de Menin.

## Quelques œuvres
- 1963 – Schaduwlopen
- 1970 – Nachtwerk
- 1972 – Brieven naar de overkant
- 1972 – Frans-Vlaanderen
- 1976 – Groot Verzenboek
- 1981 – Gezangen uit het achterland
- 1984 – Tekenen van tijd
- 1985 – De hazen aan de kim
- 1987 – De pleinvrees der kanunniken
- 1988 – Citoyen de la Frontière
- 1990 – Voorbij de grens
- 1990 – Mijn vaderland is de Nederlandse taal
- 1995 – De jager heeft een zoon
- 2000 – Hazen troepen samen
- 2005 – Gras dat verder groeit
- 2007 – Het gaat voorbij

Traductions françaises
- Vivre la frontière, Éditions L'Âge d'Homme, 1999
- Les Lièvres s’attroupent (Hazen troepen samen), Éditions Luce Wilquin, 2001
- Lettres à l’autre rive (Brieven naar de overkant), Éditions Luce Wilquin, 2002
- Citoyen de la Frontière, Éditions Luce Wilquin, « Luciole », 2003
- La langue néerlandaise est ma patrie (Mijn vaderland is de Nederlandse taal), Impasses de l'Encre, 2006

## Prix littéraires
- Prix Vlaamse poëziedagen (1965)
- Karakterprijs Visser Neerlandia (1970)
- Ordre du Lion flamand (1972)
- Médaille d'argent Robert Schuman (1973)
- Prix André Demedts, avec son épouse Annemarie Deblaere (1974)
- Sénateur d'Honneur du Mouvement européen (1976)
- Prix Descartes (1974)
- Prix ’s Gravesande de la Fondation Jan Campert (1981)
- Prix Lieven Gevaert (1989)
- Grote Cultuurprijs de Flandre-Orientale (1989)
- Prijs van het PEN - Centrum Vlaanderen (1991)
- Adam de la Poésie (1994)
- Prix de poésie de Flandre-Occidentale (1995)
- Taaluniepenning de l'Union de la langue néerlandaise (1995)
- Prix du Gouvernement flamand (2002)
- Gouden Erepenning du Parlement flamand (2002)

L'Université de Gand lui a attribué un doctorat honoris causa en 1994.

## Distinctions honorifiques
- Commandeur de l'Ordre d'Orange-Nassau (1996)
- Chevalier de l’Ordre national du Mérite (2001)
- Officier des Arts et Lettres (2003)
- Citoyen d'honneur de la ville de Menin (2003)
- Grand Officier de l'Ordre de Léopold (2003)

## Source
- (nl) Cet article est partiellement ou en totalité issu de l’article de Wikipédia en néerlandais intitulé « Jozef Deleu » (voir la liste des auteurs).